# Ruta Provincial 7 (La Pampa)
La Ruta Provincial 7 es una carretera de Argentina en el noreste de la provincia de La Pampa. Su recorrido total es de 198 km en tramos de asfalto y en otros de tierra natural.

## Recorrido
La ruta corre de norte a sur por el noreste de la provincia.
Nace en el límite con la Provincia de Córdoba, siendo la continuación de la Ruta Provincial 10 de esa provincia.
Desde la Ruta Nacional 188 en la localidad de Coronel Hilario Lagos, hasta la Ruta Provincial 101, es de asfalto, pasando por los accesos de Ojeda y Vértiz. 
Desde la Ruta Provincial 101 hasta la Ruta Provincial 102 en Metileo, es un camino rural de tierra natural.
A partir de la Ruta Provincial 102 hasta la Ruta Nacional 5 vuelve a ser asfaltada, siendo una vía muy transitada al ser uno de los medios más directos entre las dos ciudades más pobladas de la provincia, Santa Rosa y General Pico.